# Kojec dla dziecka

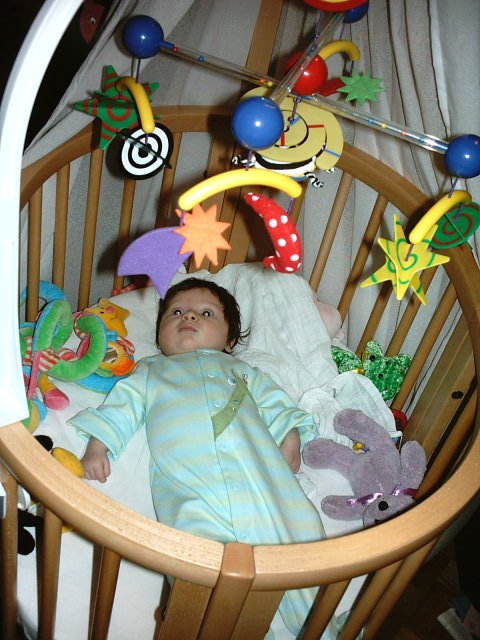
Współczesny kojec dla dziecka

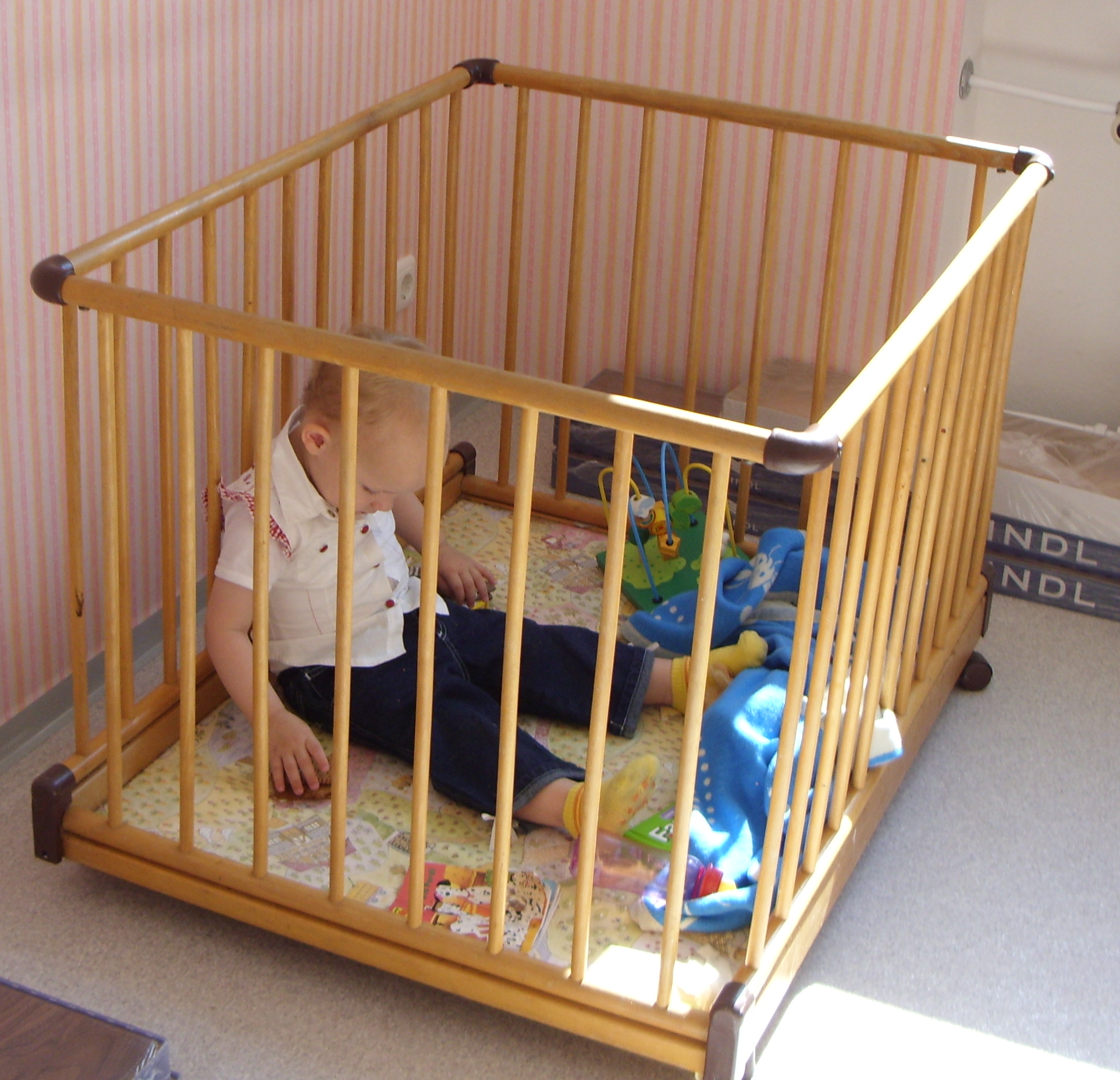
Prosty kojec

Kojec dla dziecka – ogrodzenie tworzące małemu dziecku bezpieczną przestrzeń do zabawy. Małe dzieci, uczące się chodzić mają naturalną tendencję brania wszystkiego do buzi, a tracąc równowagę, w odruchu obronnym łapią wszystko, co znajdzie się w zasięgu ich rąk. Mogą wtedy zrzucić sobie na głowę różne ciężkie i niebezpieczne przedmioty. Zamykając dziecko w kojcu z miękkim podłożem i dając mu bezpieczne zabawki, uzyskuje się pewność, że nic mu się nie stanie podczas chwilowej nieobecności opiekuna. Dużą popularnością cieszą się kojce-łóżeczka z możliwością opuszczenia (zdejmowania) jednej ścianki. Zdejmując lub opuszczając taką ściankę, opiekun ułatwia sobie opiekę nad dzieckiem, a jemu pozwala na samodzielne wchodzenie i wychodzenie z kojca (nie trzeba dziecka podnosić). 